# Roger Schmidt
Roger Schmidt (* 13. března 1967) je německý fotbalový trenér a manažer a někdejší fotbalový hráč.

## Trenérská kariéra
Od roku 2014 do roku 2016 působil jako manažer Bayeru Leverkusen, se kterým v první celé sezóně 2014/2015 dosáhl osmifinále Ligy mistrů. Tam těsně vypadl na penalty s Atléticem Madrid. V domácí lize – německé Bundeslize – s týmem vybojoval čtvrtou příčku zajišťující předkolo Ligy mistrů. Další sezónu neuspěl ve skupinové fázi Ligy mistrů a v konkurenci španělské Barcelony a italského AS Řím skončil až na třetím místě, které zaručovalo aspoň pokračování v jarní části Evropské ligy. V šestnáctifinále Leverkusen postoupil přes Sporting CP, v osmifinále poté vypadl s Villarrealem. V Bundeslize si klub polepšil a získal třetí místo. Následující neúspěšná sezóna vedla klub k Schmidtovu vyhazovu.
Od roku 2017 do roku 2019 vedl čínský klub Peking Čung-che Kuo-an.
V březnu na jaře roku 2020 se domluvil na angažmá v nizozemském týmu PSV Eindhoven. Tým převezme na začátku sezóny 2020/2021.

## Úspěchy jako trenér
Red Bull Salzburg
- Rakouská Bundesliga
  - 1. místo (2013/14)
- Rakouský pohár ÖFB
  - 1. místo (2013/14)